# Лампанг (аэропорт)
Аэропорт Лампанг (тайск. ท่าอากาศยานลำปาง) (ИАТА: LPT, ИКАО: VTCL) обслуживает Лампанг, столицу провинции Лампанг, Таиланд.
Новый терминал аэропорта Лампанг открылся 22 сентября 2015.
Аэропорт Лампанг планирует расширить взлетно-посадочную полосу с 1971 метра до 2150 метров и увеличить количество мест для самолетов с 3 до 5.